# 350185 Linnell
350185 Linnell este o planetă minoră (asteroid) din centura de asteroizi. A fost descoperită pe 3 iunie 2006 la Mauna Kea de David D. Balam. 
Obiectul prezintă o orbită caracterizată de o semiaxă mare de 2,6026729327943 UAi, o excentricitate de 0,25, o înclinație de 5,4 ° în raport cu ecliptica.